# Edward Herbert (3e baron Herbert de Chirbury)
Edward Herbert, 3e baron Herbert de Chirbury (décédé en 1678) est un aristocrate et un soldat anglais.

## Biographie
Il est le fils aîné de Richard Herbert (2e baron Herbert de Chirbury). Il rejoint le soulèvement royaliste dirigé par George Booth (1er baron Delamer), lorsqu'il se déclare pour Charles II dans le Cheshire en 1659 et subit une courte peine d'emprisonnement. Après la restauration, il est fait custos rotulorum de Montgomeryshire (24 août 1660) et de Denbighshire (1666).
Richard Davies, un quaker de Welshpool dans le Montgomeryshire, fait souvent appel à Herbert au nom de coreligionnaires condamnés à la prison.
Herbert correspond fréquemment avec son grand-oncle, Henry Herbert (1595-1673) (en). Il est mort le 9 décembre 1678 et est enterré dans l'Abbaye de Westminster. Il construit un manoir à colombages dans le parc de Lymore, qui est achevé en 1677, l'année précédant sa mort. Lymore se trouve à l'est-sud-est de Montgomery et la maison est en grande partie démolie en 1931

## Famille
Herbert épouse d'abord Anne, fille de Thomas Myddelton de Chirk Castle, et ensuite Elizabeth, fille de George Brydges (6e baron Chandos), mais n'a aucune descendance.